# Gymnopilus giganteus
Gymnopilus giganteus là một loài nấm thuộc họ Cortinariaceae.